# Snegleværet

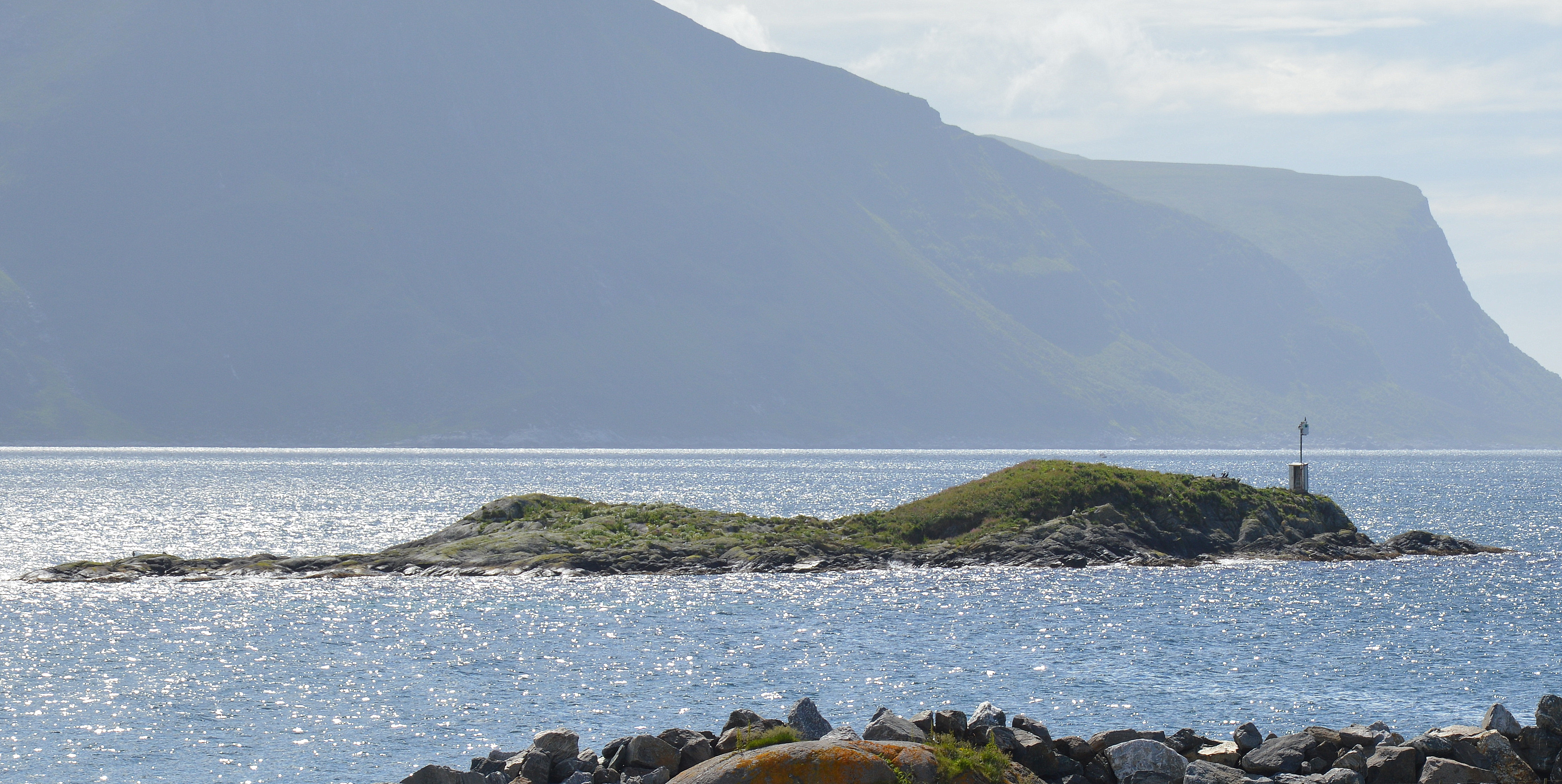
Snegleværholmen, Blick aus Nordosten vom Atlantikpark

Snegleværet ist eine unbewohnte Schäreninsel im Valderhaugfjord in Norwegen und gehört zur Gemeinde Ålesund der norwegischen Provinz Møre og Romsdal.
Sie liegt westlich vor der Insel Hessa.
Die felsige Insel hat eine West-Ost-Ausdehnung von etwa 150 Metern bei einer Breite von bis ungefähr 50 Metern. Sie erreicht eine Höhe von bis zu sieben Metern, ist karg und nur wenig bewachsen. Auf ihrer Westspitze steht ein Seezeichen.